# Ха Нам
Ха Нам (виј. Ha Nam) је једна од 58 покрајина Вијетнама. Налази се у региону Делта Црвене реке. Заузима површину од 859,7 km². Према попису становништва из 2009. у покрајини је живело 784.045 становника. Главни град је Phủ Lý.